# Кілер мимоволі
«Кілер мимоволі» (фр. Un petit boulot, дослівно «Маленька робота») — французько-бельгійська чорна комедія 2016 року, остання прижиттєва робота режисера Паскаля Шомея, який помер 27 серпня 2015 року. Сценарій стрічки створено на основі роману «Після звільнення» (англ. Since the Layoffs) шотландсько-американського письменника Єна Левінзона, опублікованого в 2003 році.

## Сюжет
Жак (Ромен Дюріс) мешкає у невеликому французькому містечку, де після закриття місцевого заводу багато жителів стали безробітними. Чоловік два роки безрезультатно намагався знайти собі заняття і вже втратив надію. Подруга від нього пішла, борги зростають, перспектив ніяких. Жак знайомиться з букмекером Ґардо (Мішель Блан), який працює на місцеву мафію, і той пропонує йому співпрацю. Жак має убити дружину Ґардо. Маючи дуже серйозні фінансові проблеми, Жак погоджується на брудну роботу й успішно її виконує. Але на цьому цілі, які пропонує Жаку Ґардо не закінчуються…

## У ролях
| Ромен Дюріс     | ···· | Жак Скоран |
| Мішель Блан     | ···· | Ґардо      |
| Аліс Белаїді    | ···· | Аніта      |
| Густав Керверн  | ···· | Том        |
| Алекс Лутц      | ···· | Брехт      |
| Шарлі Дюпон     | ···· | Джефф      |
| Філіп Гран'Анрі | ···· | Карл       |
| Тома Мустін     | ···· | Муло       |
| Гаель Судро     | ···· | П'єрро     |
| Кароль Трево    | ···· | Каті       |

## Знімальна група
- Автори сценарію —  Франц Бартельт, Мішель Блан (за романом «Після звільнення» (англ. Since the Layoffs Єна Левінзона[en])
- Режисер-постановник — Паскаль Шомей
- Продюсери — Янн Арно, Сідоні Дюма
- Співпродюсер — Женев'єва Лемаль
- Композитор — Матьє Ламболі
- Оператор — Мануель Дакоссе
- Монтаж — Сільві Ландра
- Артдиректор — Поль Тоддінґтон
- Художник-декоратор — Аманда Петрелла

## Нагороди та номінації
| Список нагород та номінацій                             | Список нагород та номінацій | Список нагород та номінацій                                                     | Список нагород та номінацій | Список нагород та номінацій | Список нагород та номінацій |
| Кінопремія                                              | Дата церемонії              | Категорія                                                                       | Номінант(и)                 | Результат                   | Дж                          |
| ------------------------------------------------------- | --------------------------- | ------------------------------------------------------------------------------- | --------------------------- | --------------------------- | --------------------------- |
| Міжнародний кінофестиваль «Фантазія» (Монреаль, Канада) | 2016                        | Приз глядацьких симпатій за найкращий європейський/північно-американський фільм | Кілер мимоволі              | Перемога                    |                             |
| Премія «Магрітт»                                        | 4 лютого 2017               | Найкращий актор другого плану                                                   | Шарлі Дюпон                 | Номінація                   | [ 4 ]                       |